# مهرجان الألعاب المستقلة

شعار مهرجان الألعاب المستقلة.

مهرجان الألعاب المستقلة (بالإنجليزية:Independent Games Festival) هو مهرجان سنوي يعقد خلال مؤتمر مطوري الألعاب ويعتبر أكبر تجمع سنوي لصناعة ألعاب الفيديو المستقلة ولقد بدأ لأول مره عام 1999.

## روابط خارجية
- الموقع الرسمي